# Vandijkophrynus angusticeps
Vandijkophrynus angusticeps är en groddjursart som först beskrevs av Smith 1848.  Vandijkophrynus angusticeps ingår i släktet Vandijkophrynus och familjen paddor. Inga underarter finns listade i Catalogue of Life.
Denna padda förekommer i södra och sydvästra Sydafrika. Arten lever i låglandet och i bergstrakter upp till 1500 meter över havet. Den vistas i buskskogar, i träskmarker och på jordbruksmark. Fortplantningen sker i små pölar.
Beståndet påverkas av främmande växter och av byggprojekt nära kusten. Hela populationen antas vara stor. IUCN listar arten som livskraftig (LC)..